# Décembre 1979
Cet article porte sur les évènements survenus en décembre 1979.

## Événements

### Asie

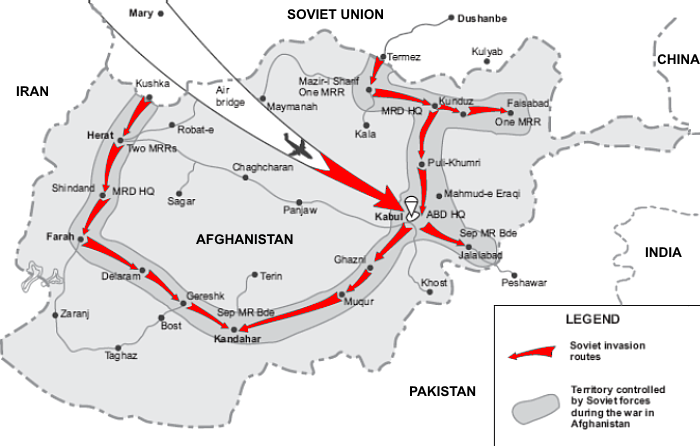
18 décembre : invasion de l'Afghanistan

- 6 décembre, Pékin : le Mur de la Démocratie est déplacé.
- 18 décembre : guerre d'Afghanistan. Début de l'intervention de l'Union soviétique en Afghanistan. Incapables de contenir la rébellion, Mohammad Taraki et Hafizullah Amin sollicitent l’aide militaire des Soviétiques. L'Armée rouge engage 40 000 soldats.
- 27 décembre, Afghanistan : L'Armée rouge commence à prendre possession de Kaboul. Le Président Amin, accusé d'être à la solde des Américains, est exécuté par les forces soviétiques lors de l'opération Chtorm-333. Babrak Karmal, l'ancien vice-président écarté et exilé en 1978, est installé à la présidence de l'Afghanistan (fin en 1986) et se proclame président dans un discours télévisé préenregistré. L’insurrection va se poursuivre, et plus de 3 millions de personnes vont passer la frontière pour se réfugier au Pakistan. Les troupes soviétiques (120 000 hommes) vont s’enliser, ne contrôlant qu’une faible partie du pays, subissent des pertes (15 000 tués) et finalement se démoralisent.

### Proche orient
- 4 décembre : fin de la Prise de la Grande Mosquée de La Mecque.

### Europe
- 12 décembre : décision de déploiement des Cruise et des Pershing II en Europe de l'Ouest en 1983 si l'URSS laisse les SS-20, début de la « crise des euromissiles ».

#### France
- Le dollar américain tombe à 4 francs.
- 14 décembre (Rallye automobile) : arrivée du Rallye de Côte d'Ivoire.
- 24 décembre : le Conseil constitutionnel annule la loi de finance pour 1980.
- 28 décembre : Concert de Serge Gainsbourg au Théâtre Le Palace à Paris.

#### Suisse
- 5 décembre : élection de Leon Schlumpf au Conseil fédéral.
- 18 décembre : la Congrégation romaine de la Foi retire au théologien suisse Hans Küng le droit d’enseigner la théologie.
- 23 décembre : mise en service du téléphérique du Petit Cervin.

### Amérique

#### Canada
- 11 décembre : Louise Deschâtelets devient la nouvelle présidente de l'Union des artistes.
- 13 décembre : à Ottawa, le budget conservateur est défait en Chambre. Des élections générales sont annoncées pour le 18 février 1980.
- 13 décembre : la Cour suprême déclare illégal le chapitre de la Charte de la langue française instaurant la primauté du français dans la justice et la législation[1].
- 20 décembre : René Lévesque fait connaître la question référendaire à l'Assemblée nationale[2].

## Chronologies thématiques

### Astronautique

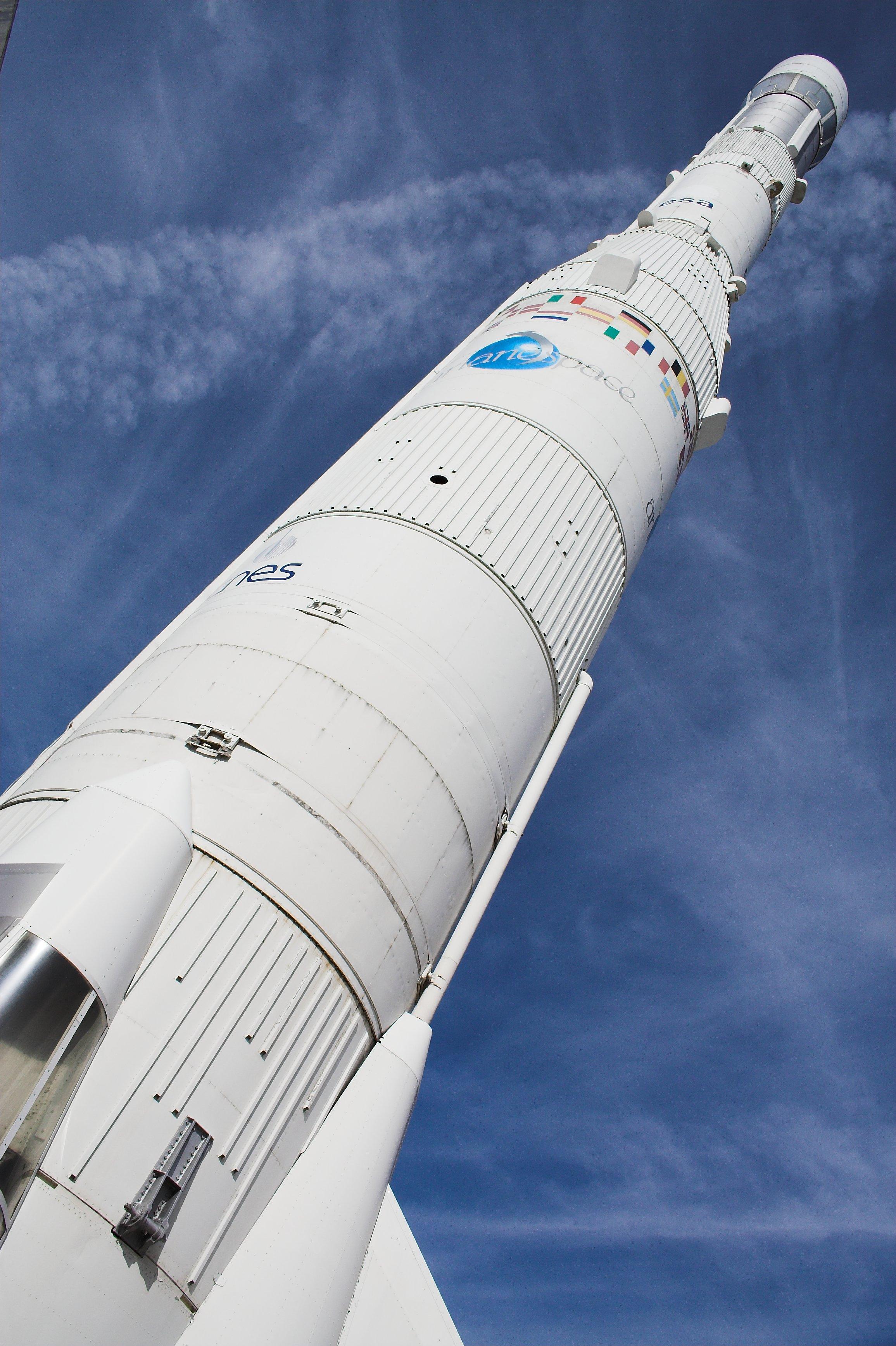
maquette d'Ariane 1 au Bourget

- 24 décembre : premier tir réussi de la fusée franco-européenne Ariane, à Kourou, Guyane.

### Sport
- 16 décembre : au Civic Auditorium de San Francisco, les États-Unis battent l'Italie 5-0 en finale de l'édition 1979 de la Coupe Davis.

### Arts et culture
- 14 décembre : sortie de l'album London Calling de The Clash
- 15 décembre : élection de Cornelius Castoriadis à l’École des hautes études en sciences sociales.
- 15 décembre : création de la Rete 3, troisième chaîne de télévision italienne.
- 19 décembre : exposition, « Images de l’Amérique en crise » au Centre Georges-Pompidou.
- 22 décembre : Les Quatre Cents Coups de Virginie de Bernard Queysanne et Marcel Mithois
- 27 décembre : début de la diffusion du feuilleton télévisé Côte Ouest

## Naissances
- 5 décembre :
  - Matteo Ferrari, footballeur italien.
  - Michael Gruber (combiné nordique), coureur du combiné nordique autrichien.`
  - Niklas Hagman, joueur de hockey sur glace finlandais.
  - Catherine Houlmont, tireuse sportive française.
  - Khumiso Ikgopoleng, boxeur botswanais.
  - Nick Stahl, acteur américain.
  - Cristina Vărzaru, handballeuse roumaine.
  - Andrzej Wójs, céiste polonais.
- 14 décembre : Michael Owen, footballeur anglais.
- 15 décembre : Adam Brody, acteur et chanteur américain.
- 16 décembre : 
  - Daniel Narcisse, joueur de handball français.
  - Luke Harper, catcheur américain († 26 décembre 2020).
- 21 décembre : 
  - Guillaume Sentou, humoriste français.
  - Nika Melia, homme politique géorgien.
- 22 décembre : 
  - Nicolas Buissart, artiste belge.
  - César Hidalgo, physicien chilien.
- 28 décembre : James Blake, joueur de tennis américain.

## Décès
- 3 décembre : 
  - Abdulkerim Alizada, historien azerbaïdjanais (° 11 janvier 1906).
  - Dhyan Chand, joueur indien de hockey sur gazon (° 29 août 1905).
- 5 décembre : Sonia Delaunay, peintre française d'origine ukrainienne (° 14 novembre 1885).
- 7 décembre : Cecilia Payne-Gaposchkin (née en 1900), astronome anglo-américaine (° 10 mai 1900).
- 15 décembre : Jackie Brenston, chanteur américain de rhythm and blues et rock 'n' roll (° 15 août 1930).
- 16 décembre : Jean-Louis Allibert, acteur français (° 14 décembre 1897).
- 19 décembre : Donald Grant Creighton, historien canadien (° 15 juillet 1902).
- 22 décembre : Darryl F. Zanuck, producteur et cinéaste américain (° 5 septembre 1902).
- 25 décembre : 
  - Lee Bowman, acteur américain (° 28 décembre 1914).
  - Joan Blondell, actrice américaine (° 30 août 1906).
- 26 décembre : Helmut Hasse, mathématicien allemand (° 25 août 1898).